# Тюрька
Тю́рька (рос. Тюрька, ерз. Тюрька) — присілок у складі Великоігнатовського району Мордовії, Росія. Входить до складу Кіржеманського сільського поселення.

## Населення
Населення — 8 осіб (2010; 18 у 2002).
Національний склад (станом на 2002 рік):
- ерзяни — 72 %
- росіяни — 28 %